# Thelypteris schomburgkii
Thelypteris schomburgkii là một loài dương xỉ trong họ Thelypteridaceae. Loài này được A.R. Sm. mô tả khoa học đầu tiên năm 1990.